# День архитектуры Украины
День архитекту́ры Украи́ны (укр. День архітектури України) — национальный профессиональный праздник украинских архитекторов, который отмечается на Украине ежегодно 1 июля.
«День архитектуры Украины» появился в украинском официальном календаре после распада Советского Союза в 1995 году, после того как 17 июня 1995 года «в поддержку инициативы архитекторов и градостроителей, их творческих союзов, работников проектных организаций и местных органов градостроительства и архитектуры» президент Украины Л. Д. Кучма подписал указ № 456/95 «Про День архитектуры Украины»: «Установить День архитектуры Украины, который отмечать ежегодно 1 июля — во Всемирный день архитектуры».
Однако в следующем, 1996 году, Международный союз архитекторов (МСА) на двадцатой Генеральной ассамблее в Барселоне принял решение перенести «Всемирный день архитектуры» на первый понедельник октября — на день, когда под патронажем Организации Объединённых Наций отмечается Всемирный день жилища. Украинские власти не стали переносить праздник следом за МСА.
В День архитектуры Украины, согласно Указу главы государства, предписано «проводить присуждения и вручения Государственных премий Украины по архитектуре». В 2004 году Л. Кучма, поздравляя архитекторов с профессиональным праздником, произнёс:

Благодаря вашей творческой работе обновляются наши города, воплощаются в жизнь долгосрочные программы жилищного и промышленного строительства, улучшается жизненная среда граждан. Современные архитектурные ансамбли, гармонично объединяя стили различных эпох, формируют лицо Украины XXI века.

В 2005 году президент Украины В. А. Ющенко по тому же поводу сказал:

Украинская архитектурная традиция самобытна и неповторима. На наших глазах новая генерация отечественных архитекторов успешно её продолжает. Я убеждён, современные зодчие сделают всё, чтобы жизненное пространство украинцев было красивым, уютным и комфортным… Государству нужны ваш опыт и профессионализм.